# Tabacco Y1
Lo Y1 è un tipo di tabacco creato dalla Brown & Williamson attraverso una serie di incroci volti ad ottenere un prodotto con un contenuto di nicotina eccezionalmente elevato. Lo Y1 è diventato oggetto di controversia negli anni novanta quando la Food and Drug Administration (FDA) statunitense lo usò come prova del fatto che le compagnie del tabacco stavano intenzionalmente manipolando il contenuto di nicotina delle sigarette. Lo Y1 è stato oggetto di investigazione anche da parte della Pan American Health Organization (PAHO).

## Sviluppo e utilizzo
Il tabacco Y1 è stato sviluppato alla fine degli anni settanta da James Chapin, un ricercatore specializzato nelle piante di tabacco, per conto della Brown & Williamson (che allora era una sussidiaria della British American Tobacco) con l'approvazione dell'allora presidente degli Stati Uniti d'America, Jimmy Carter. Chapin, già direttore del laboratorio di ricerca del Dipartimento dell'Agricoltura degli Stati Uniti d'America (USDA) a Oxford, nella Carolina del Nord, aveva descritto la necessità di una pianta di tabacco a più alto contenuto di nicotina nel 1977, in un articolo della rivista World Tobacco. In quel periodo egli era già riuscito ad ottenere diversi tipi di tabacco ad alto contenuto nicotinico incrociando Nicotiana tabacum e Nicotiana rustica, ma tali piante si erano rivelate troppo deboli per poter resistere anche solo ad una tempesta di vento di media intensità. Alcuni anni dopo, nel 1983, la B&W testò cinque tipi di tabacco modificato in una piantagione di Wilson, nella Carolina del Nord, ma solo due di essi arrivarono alla maturità: lo Y2, che però "diventava nero in fase di essiccazione e puzzava di calzini usati", e lo Y1, che fu un successo. La B&W portò in seguito le piante alla DNA Plant Technology, in California, per l'introduzione di ulteriori modifiche, inclusa la maschiosterilità citoplasmatica, procedura, quest'ultima, volta ad evitare che le aziende concorrenti potessero riprodurre la specie partendo dai semi. Una volta modificate le piante, la stessa DNA Plant Technology le fece poi uscire clandestinamente dagli USA inviandole ad una sussidiaria brasiliana della B&W. In un documento aziendale risalente al 1991 che esaminava le potenzialità del tabacco Y1, si riportava come esso fosse stato coltivato con successo in Brasile, nelle Honduras e in Zimbabwe ma non nel Venezuela, e come fosse difficile da curare e sensibile alla Ralstonia solanacearum.
Sebbene il tabacco Y1 abbia un quantitativo di catrame all'incirca equivalente a quello del tabacco "flue-cured", esso ha un contenuto di nicotina molto più alto (6,5% rispetto a 3,2—3,5%), che peraltro non ha alcuna influenza sul suo aroma. 
Nel 1991, la Brown & Williamson fece un primo tentativo per brevettare lo Y1 negli Stati Uniti d'America ma non ebbe successo e la stessa cosa si ripeté un anno dopo in Brasile. Nel 1994, la B&W ricorse quindi in appello contro il primo rifiuto statunitense ma anche in questa occasione la sua richiesta fu respinta. Un anno dopo, infine, le varie richieste di brevetto furono ritirate.
Sebbene dunque l'utilizzo del tabacco Y1 non fosse ancora stato autorizzato negli Stati Uniti d'America, nel 1991 la British American Tobacco (BAT) iniziò a valutarne la sperimentazione. Stando alla testimonianza di un ex impiegato della BAT, l'azienda iniziò ad utilizzare largamente il tabacco Y1 nelle sigarette commercializzate negli USA a partire dal 1993; i dirigenti della compagnia dapprima negarono di aver intenzionalmente manipolato i livelli di nicotina delle loro sigarette ma, infine, ammisero di aver utilizzato in una certa percentuale il tabacco Y1 all'interno della mistura di tabacco di alcune loro marche, incluse la Raleigh, la Prime e la Summit, ma solo allo scopo di mantenere lo stesso aroma e lo stesso contenuto nicotinico del prodotto volendone abbassare il contenuto di catrame. La B&W continuò per anni ad insistere sul fatto che il tabacco Y1 non era utilizzato per aumentare i livelli di nicotina del prodotto, asserendo che "the brands that use Y1 deliver essentially the same nicotine as the products they replaced." (ossia: "le marche che utilizzato lo Y1 contengono essenzialmente la stessa nicotina dei prodotti che hanno sostituito."), tuttavia nel 1994 l'azienda promise che avrebbe smesso di utilizzare questo tipo di tabacco. In realtà, avendo a magazzino circa 7 milioni di libbre di tabacco Y1, essa continuò ad usarlo nelle misture contenute nei propri prodotti fino al 1999.
Il tabacco Y1 fu spedito anche a una fabbrica di sigarette della BAT a Southampton, in Inghilterra, così come ad altre sussidiarie della compagnia in Germania e in Finlandia, ma, ad oggi, non è del tutto chiaro se fu mai utilizzato nella produzione commerciale.

## Controversie legali
All'inizio degli anni novanta, la Food and Drug Administration (FDA) statunitense, al comando del Commissario David Kessler, diede il via a un'attività investigativa all'interno dell'industria del tabacco volta, tra le altre cose, ad appurare se i livelli di nicotina dei prodotti fossero stati intenzionalmente manipolati al fine di aumentare la dipendenza dei consumatori. Nei primi mesi del 1994, la B&W comunicò alla FDA che era in vigore un accordo tra i vari produttori di tabacco statunitensi stando al quale essi si impegnavano a non manipolare i livelli nicotinici del tabacco, tuttavia, poco più tardi, gli investigatori della FDA scoprirono che in un brevetto registrato in Brasile si parlava di una pianta di tabacco dal contenuto di nicotina eccezionalmente alto, e ciò li condusse proprio alla B&W e allo Y1.
 Nel processo che ne derivò, il 21 giugno 1994, testimoniando davanti al Congresso, il dottor Kessler accusò la B&W di avere coscientemente manipolato i livelli di nicotina in alcune delle proprie sigarette; a tali accuse il CEO della B&W, Thomas Sandefur, replicò che "the brands that use Y1 deliver essentially the same nicotine as the products they replaced" e accusò a sua volta Kessler di aver messo in piedi una messinscena a scopi politici. A seguito di tale testimonianza, diversi membri del Congresso proposero di incriminare i dirigenti della compagnia per spergiuro in merito alle loro dichiarazioni dell'aprile precedente in cui avevano addirittura sostenuto di non sapere nemmeno che fumare provocasse dipendenza.
Il tabacco Y1 divenne una importante prova di accusa nella causa conosciuta come FDA v. Brown & Williamson Tobacco Corp., un processo in cui la FDA tentò di esercitare la propria autorità attraverso il Federal Food, Drug, and Cosmetic Act con lo scopo di regolare i prodotti del tabacco. Kessler sostenne che, poiché lo Y1 era stato sviluppato e coltivato per i suoi eccezionali livelli di nicotina, esso fosse soggetto alla regolamentazione della FDA per i prodotti farmaceutici e che quindi la sua importazione e la sua vendita negli Stati Uniti d'America senza un'opportuna approvazione da parte della FDA fosse illegale. La FDA portò sul banco degli imputati anche la DNA Plant Technology, accusandola di aver spedito illegalmente semi di Y1 al di fuori degli Stati Uniti d'America. Il Dipartimento di Giustizia accusò la DNA Plant Technology di aver concorso ad una cospirazione in violazione della legge sull'esportazione dei semi di tabacco (la Tobacco Seed Export law), la quale proibisce appunto l'esportazione di semi di tabacco in mancanza di un opportuno permesso (la legge era stata abrogata nel 1991 ma era in vigore all'epoca delle azioni della DNA Plant Technology). Nel 1998, la DNA Plant Technology si dichiarò colpevole e offrì la sua collaborazione nelle indagini sulla B&W.

Nel marzo del 2000, infine, la Corte Suprema stabilì che la FDA non aveva l'autorità per regolamentare il tabacco come se esso fosse un farmaco.
La scoperta dell'utilizzo del tabacco Y1 alimentò tutta una serie di accuse alla B&W secondo le quali l'azienda lo avrebbe utilizzato per aumentare intenzionalmente la dipendenza dai propri prodotti e ciò si tradusse, ovviamente, in un gran numero di cause. Lo stato del Minnesota, ad esempio, fece spesso menzione del tabacco Y1 nel processo del 1997 intentato dallo stato contro l'industria del tabacco statunitense e conosciuto come State of Minnesota et al. v. Philip Morris, Inc., et al., un procedimento che ebbe luogo prima della stipulazione dell'accordo noto come "Tobacco Master Settlement Agreement", nel novembre del 1998.